# Ctenopteris cryptosora
Ctenopteris cryptosora là một loài thực vật có mạch trong họ Polypodiaceae. Loài này được (C. Chr.) Lellinger miêu tả khoa học đầu tiên năm 1984.